# 高橋折顎蟹
高橋折顎蟹（学名：Ptychognathus takahasii）为方蟹科折顎蟹屬下的一个种。